# Pierre Jean Édouard Desor
Pierre Jean Édouard Desor (13 de febrer de 1811 a Friedrichsdorf, Gran Ducat de Hesse – 23 de febrer de 1882 a Niça) va ser un geòleg alemany-suís

## Biografia
Estudià Dret a la Giessen i a Heidelberg, va estar compromès amb els moviments republicans de 1832/3 i escapà a Paris. Allà la sevaatenció se centrà en la geologia. Va fer excursions amb Élie de Beaumont,i l'any 1837 es trobà amb Louis Agassiz a la reunió de naturalistes de Neufchâtel. Junt amb Gressli i Vogt, Desor esdevingué un col·laborador actiu d'Agassiz, estudiant palaeontologia i les glaciacions. Contribuí a l'obra d'Agassiz Monographie d'echinodermes vivants et fossiles (Neufchâtel, 1842). Desor també publicà Excursions et sejours dans les glaciers et les hautes régions des Alpes de M. Agassiz et de ses compagnons de voyage (Neufchâtel, 1844).
Junt amb James David Forbes, Desor ascendí al Jungfrau el 1841. Va estar entre els que van pujar per primera vegada al Lauteraarhorn (1842) i al Rosenhorn (1844).
A Escandinàvia investigà estrats geològics de Dinamarca i introduí el terme Danià l'any 1847 per caracteritzar l'estadi més antic del Paleocè. També estudià la geologia del Llac Superior als Estats Units.
Desor esdevingué professor de geologia a l'acadèmia de Neuchâtel.
Morí a Niça.

## Principals obres
- Synopsis des Echinides fossiles (1858)
- Aus Sahara und Atlas (Leipzig, 1865)
- Der Gebirgsbau der Alpen (1865)
- Die Pfahlbauten des Neuenburger Sees (1866)
- Échinologie helvétique (2 vols., Paris, 1868–1873, amb P. de Loriol)
- Le paysage morainique (1875)